# آلتین‌تپه (ترکیه)
آلتین‌تپه (به ترکی استانبولی: Altıntepe) (به‌معنای «تپهٔ طلایی») یا یرز (به ارمنی: Երեզ) یک دژ اورارتویی و محوطهٔ باستانی معبدی مربوط به قرن ۹ تا ۷ پیش از میلاد است. این محوطه بر روی تپه‌ای کوچک مشرف به فرات در ناحیهٔ اوزوملو از استان ارزنجان در ترکیه قرار دارد.
آلتین‌تپه در دوازده کیلومتری بزرگراهی که ارزنجان را به ارزروم متصل می‌کند واقع شده است. این محوطه در سال ۱۹۳۸ میلادی طی ساخت یک خط آهن در نزدیکی آن کشف شد. بقایای این مکان بر روی تپه‌ای آتشفشانی به ارتفاع ۶۰ متر قرار دارد. در جریان کاوش‌هایی که بین سال‌های ۱۹۵۹ تا ۱۹۶۸ به رهبری تحسین اوزگوچ انجام شد، یک سکونتگاه مستحکم مربوط به دورهٔ اورارتویی کشف گردید. در این محوطهٔ کاوش‌شده، یک معبد یا کاخ، یک تالار بزرگ، یک انبار، دیوارهای شهر، اتاق‌های مختلف و سه مقبرهٔ زیرزمینی در بخش جنوبی تپه یافت شد. پس از یک وقفهٔ طولانی، کاوش‌ها در سال ۲۰۰۳ با تصمیم هیئت وزیران ترکیه و تحت رهبری محمد کارا عثمان‌اوغلو از سر گرفته شد.
این تپه در دورهٔ امپراتوری بیزانس نیز مرکز مهمی بوده و دارای کلیسایی با سه شبستان و کف‌های معرق‌کاری است. این کلیسا بر روی یک تراس طبیعی ساخته شده و دارای نقشه‌ای مستطیل‌شکل است. کف‌های موزاییکی رنگارنگ با اشکال هندسی مختلف و نقش‌های گیاهی و حیوانی از ویژگی‌های منحصربه‌فرد منطقه به‌شمار می‌روند.